# Aeroportul Emirau
Aeroportul Emirau (IATA: EMI, ICAO: AYEE) este un aeroport din Emirau Island⁠(d), New Ireland Province⁠(d), Papua Noua Guinee.
Situat la o altitudine de 30 m, aeroportul dispune de o singură pistă. Este operat de United States Marine Corps.